# Franco Battiato
Franco Battiato (ur. 23 marca 1945 w Katanii, zm. 18 maja 2021 w Milo) – włoski piosenkarz, autor, malarz, reżyser filmowy. W swojej muzyce prezentował rozmaite style: lekki rock, pop, muzykę etniczną, lirykę. Współpracował m.in. z następującymi artystami: Milva, Giuni Russo, Ombretta Colli, Giusto Pio. W 1984 roku w duecie z Alice zajął piąte miejsce reprezentując Włochy w Konkursie Piosenki Eurowizji. W 1992 roku dał koncert w Bagdadzie. Nagranie VHS, wydane w 2006 roku na DVD nosi tytuł „Concerto Di Baghdad”.

## Ważniejsza dyskografia
- L’Era del Cinghiale Bianco
- Patriots
- La Voce Del Pardone
- L’Arca Di Noè
- Orizzonti Perduti
- Mondi Lontanissimi
- Fisiognomica
- Come un Cammello in una Grondaia
- Caffè de la Paix
- L’Ombrello e la Macchina da Cucire